# DJ Shadow
Josh Davis més conegut com a DJ Shadow (1 de gener de 1973, Hayward, Califòrnia). És músic, productor i compositor de trip-hop, hip-hop, turntablism, etc. Va començar com DJ a la ràdio local de la seva comunitat i es va fer conegut com experimentador de hip-hop instrumental.

## Discografia
Àlbums en solitari
- Endtroducing..... (1996).
- Preemptive Strike (1998).
- The Private Press (2002).
- Live! In Tune and on Time (2004)
- Endtroducing..... (2005) "Deluxe Edition 2CD's
- The Outsider (2006)

Àlbums amb DJ Q-Bert
- Camel Bobsled Race (1997)

Àlbums amb Unkle
- The Time Has Come (1994)
- Fiction de Psyence(1998)

Àlbums amb Cut Chemist
- Bainfreeze (1999)
- Product Placement (2001)
- Product Placement on Tour (2004)

Àlbums amb Dan The Automator
- Bombay yhe Hard Way: Guns, Cars and Sitars (1998)

Remescles
- Schoolhouse Funk (2000)
- Diminishing Returns (2003)
- Schoolhouse Funk II (2005)
- Funky Skunk (2005)